# Атомна бомба
Атомната бомба е ядрено оръжие, използващо енергията, която се отделя при верижна реакция на делене на тежки атомни ядра.

## Атомно гориво
Единственото подходящо гориво за верижна реакция, което се среща на Земята, е лекият изотоп на урана – 235U.
Други две вещества с по-добри качества – плутоний (изотопът 239Pu) и лекият изотоп на урана 233U се получават изкуствено съответно при облъчване с неутрони на обеднен уран 238U и торий 232Th в атомен реактор. (съкратено тези реакции изглеждат: 238U + n = 239Pu, 232Th + n = 233U)
Производството и на трите вида атомно гориво изисква сериозни научни и технологични умения и е по силите само на големи и добре организирани общества.
Атомните ядра на тези вещества при среща със свободно летящ неутрон го поглъщат, изпадат в нестабилно състояние и се разцепват на две нови ядра (разцепването е несиметрично – едното ядро е по-леко). При разцепването излитат и няколко свободни неутрона.
Средният брой свободни неутрони за изотопа 235U е около 2,1, а за 239Pu и 233U е около 2,7. Продуктите на разцепването се разлитат с голяма скорост, тъй като реакцията отделя значително количество енергия (при пълното разцепване на 1 kg плутоний се отделя толкова енергия, колкото би се получила при взривяването на 20 хиляди тона тротил).
Ако съберем достатъчно количество атомно гориво на едно място, толкова че средният брой на разлитащите се неутрони от едно разцепване, които се сблъскват с други ядра да е над 1, ще започне верижна реакция – във всеки следващ момент броят на летящите неутрони и разцепващи се ядра ще се увеличава. Този процес се нарича верижна реакция, а събраното количество атомно гориво – надкритична маса.
Когато средният брой разлитащи се неутрони от едно разцепване, които разцепват други ядра е точно 1 (по-реалната ситуация е този брой да е много близо до 1), казваме че масата е критична. Такова състояние на горивото се поддържа управляемо в атомните реактори.
Дали дадено количество атомно гориво образува подкритична, критична или надкритична маса зависи от геометричната форма на горивото, от неговата плътност, както и от заобикалящите го или смесени с него други вещества, които могат да поглъщат, да забавят или да отразяват летящите неутрони.

## Принцип на действие
Идеята на атомната бомба е да се предизвика бърза верижна реакция на делене на атомното гориво, при която се отделя огромно количество енергия.
За целта определено количество атомно гориво, което при нормални условия не поддържа верижна реакция (подкритично състояние) се пренарежда бързо така, че новото подреждане да превишава значително критичната маса.
Когато е достигната желаната надкритична маса, е необходимо в нея да бъдат вкарани свободни неутрони, които запалват верижната реакция.
Необходимо е също надкритичната маса да бъде задържана толкова дълго време, че да могат да протекат достатъчно цикли от верижната реакция преди прегрятото от реакцията гориво да се разлети. Атомното гориво не може да бъде използвано напълно. Атомната бомба, пусната над Хирошима (65 kg уран) е изгорила около 1% от горивото си, а тази над Нагасаки – около 16% като и за двете това е била очакваната ефективност.

## Устройство
Принципно са възможни два метода за бързо сглобяване на надкритична маса:

### Артилерийско сглобяване
При този тип сглобка две (или повече) подкритични маси се ускоряват с експлозив и се сблъскват, образувайки надкритична маса. Конструкцията прилича на чаша и втулка в нея или на спринцовка с бутало, което се ускорява към дъното. Нарича се артилерийско, защото прилича изстрелване на проектил с оръдие.
Такъв е типът бомба, пусната над Хирошима. При нея голям куршум (тежък около 25,6 kg) от обогатен уран (около 89% съдържание на 235U се изстрелва и попада в кух цилиндър (тежък около 38,4 kg) от по-малко обогатен уран (около 75% 235U). Тази сглобка е обградена от два слоя обвивка с общо тегло 2,3 t. Вътрешният слой е от волфрамов карбид, и освен за задържане на надкритичната маса е добър отражател на неутрони. (По късно за отражател се използват Бор – B, Хафний – Hf и Берилий – Be). Външният слой е от стомана. Подобно устройство имат и бомбите, създадени от Южна Африка.

### Имплозия
Тази сглобка използва ударната вълна на силен експлозив, която се преобразува в свиваща се към центъра си сферична повърхност. В центъра се разполага атомното гориво.
Критичността на масата нараства като плътността на квадрат – например ако свием критична маса 2 пъти, ще получим 4 критични маси. Скоростта на сглобяване е в пъти по-висока от артилерийския тип.
Този тип бомба изисква технически умения за работа с експлозиви и сериозни познания по хидродинамика, тъй като имплодиращата конструкция се държи повече като газ в който се разпространяват свръхзвукови вълни.
За да се обърне нормалната експлозивна вълна (разширяваща се сфера) до свиваща се вълна, се използват няколко експлозивни блока, разположени около конструкцията на бомбата, които се взривяват синхронно (изисква се съвпадение на взривяването на отделните блокове с точност до 1/10000000 от секундата). Всеки блок съдържа експлозивна леща – структура която обръща разширяващата се сферична вълна в свиващ се сферичен сегмент. В първите бомби това са 32 парчета (20 шестоъгълни и 12 петоъгълни), разположени около централната конструкция както парчетата кожа около стандартна футболна топка.
Експлозивната леща представлява криволинеен конус от бавен експлозив, по повърхността на който се разполага бърз експлозив. Взривателят/детонаторът (електрически със златна нишка заради ниското ел. съпротивление) е над върха на конуса. Основата на конуса е сферичен многоъгълник (парчето кожа от футболната топка) а коничната повърхност е образувана (при идеални свойства на двата експлозива) от въртенето на логаритмична спирала.
В по-модерните бомби се използват повече (60,92) блока. Така се намалява диаметърът на системата за взривяване.
Теоретично е възможна имплозия с 1, 2, 4, 6, 8, 12 или 20 еднакви симетрични блока.
Централната конструкция на такава бомба се състои от плътна или куха сфера от атомно гориво, над което се разполагат няколко концентрични слоя – отражател на неутрони, задържащ слой от тежък метал, лек слой за отразяване на взривната вълна и пр. Някой от слоевете може да липсва при някои специални конструкции. Може да има и кухи слоеве – по време на прелитането на външните имплодиращи слоеве през кухо пространство те се ускоряват.
Бомбата пусната над Нагазаки се е състояла от 6,2 kg сферично плутониево ядро, около което е имало 120 kg отражателно-задържащ слой от естествен уран и 120 kg алуминиев слой, заобиколен от 32 експлозивни блока с общо тегло 2,5 t. В центъра на плутониевата сфера е имало малка сфера – инициатор на неутрони.
Предполага се, че вследствие на компресията, предизвикана от имплозията, плутоният, който нормално е бил в подкритично състояние е достигнал 4 – 5 критични маси.

### Сравнение на типовете
Артилерийското сглобяване е лесно за реализация, но има сериозни недостатъци и ограничения:
1. Използва голямо количество атомно гориво (3 – 5 пъти повече отколкото при имплозия).
2. Ниската скорост на сглобяване налага ограничения върху атомното гориво – то трябва да има много ниска собствена радиация, или ако при радиацията си отделя алфа-частици да не съдържа леки метали като примеси (за да се намали генерацията на неутрони). При висока скорост на излъчване на неутрони верижната реакция ще започне преди сглобяването да е завършило и ще пръсне материала преди да е реагирала значима част от него (това явление се нарича предетонация). От трите възможни делящи се материали само високо обогатен уран (над 90% съдържание на 235U) има такива свойства.
3. Събирането на много материал (над една критична маса) в едно устройство крие сериозни рискове от инциденти.

Имплозивната схема може да използва всеки от типовете атомно гориво и е икономична, но разработката ѝ е труден и сложен процес. Освен това при имплозията времето, през което горивото е компресирано, е много кратко и има нужда от специално допълнително устройство – неутронен инициатор за стартиране на верижната реакция в точния момент.

### Съвременни конструкции
Съвременните конструкции са дълбоко засекретени, но съществуват косвени данни и свободни източници, от които може да се предполага, че са имплозивни сглобки със следните особености:
1. Използваното атомно гориво е оръжеен плутоний (над 96% 239Pu), силно обогатен уран или смес от двата материала, като плутоният е в центъра, а уранът по периферията.
2. Зарядът е оформен като куха сфера, поставена в отражател от берилий.
3. Количеството на заряда е от 2 до 4 kg (ако е плутоний).
4. Ударната вълна на 60 или 92 експлозивни лещи се предава най-напред върху куха тънка сфера от тежък метал (наричана летяща плоча), която започва да лети към вътрешната сфера съдържаща заряда и отражателя и се ускорява от вторични ударни вълни до скорост 6 – 8 km/s. Този тип сглобяване позволява да се намали теглото на всички компоненти и да се конструират бомби с общо тегло 100 – 200 kg. (От 1980 г. се произвеждат и преносими бомби с таймер с тегло 18 kg. Представляват цилиндър, който се носи в раница на гръб. Предназначението им е взривяване на ключови транспортни и комуникационни възли.)
5. Преди взривяването в някое от празните пространства се инжектира смес от деутерий21Н и тритий-изотопи на водорода. Тази смес започва термоядрена реакция при най-ниската възможна температура (около 10 млн. градуса) с отделяне на много бързи неутрони, които разцепват атомното гориво с отделяне на средно 5 – 6 неутрона на едно разцепване. Така изгарянето на атомното гориво се удвоява (примерно от 20% на 40%), като само до 1% от енергията се получава от термоядреното изгаряне деутерий + тритий. Основният принос за повишаването на ефективността се дължи на увеличения поток неутрони в последните фази на взрива.

## История
Атомната бомба е плод на европейската научна мисъл от края на XIX – първата половина на XX век и на страховете и амбициите на великите сили по времето на Втората световна война.
Първата успешна разработка е проектът Манхатън, реализиран от САЩ през годините на войната, но основните учени, които го инициират и довеждат до успешен край са европейски граждани. Тази многонационалност и осъзнаването на ужасните разрушителни възможности на атомната и на по-късно създадената водородна бомба подпомагат разпространението на информация за бомбата.
Първите 3 бомби са взривени през 1945 г. като финална фаза на проекта „Манхатън“:
- На 16 юли край Аламогордо, Ню Мексико е извършен първият в света ядрен опит, наречен „Тринити“ (взривена е имплозивна плутониева бомба с мощност 20 kt).
- На 6 август над Хирошима, Япония е взривена бомбата „Малчугана“ (артилерийска уранова бомба с мощност 13 kt).
- На 9 август над Нагасаки, Япония е взривена бомбата „Дебелака“ (аналог на „Тринити“).
- Руснаците взривяват първата си атомна бомба РДС-1 на 29 август 1949 г. на полигона Семипалатинск в Казахстан.

## Разпространение
След САЩ и СССР атомно оръжие разработват Великобритания, Франция, Китай, Индия, Израел, Южна Африка и Пакистан.
Израелската ядрена програма е тайна и Израел не е провеждал официално тестове на атомна бомба.
Южна Африка, след ограничени тестове на уранова бомба от артилерийски тип и производството на 6 бомби е единствената страна, която е прекратила ядрената си програма. Горивото от бомбите ѝ е пригодено за употреба в атомни реактори.
Счита се, че ако Германия, Япония и Канада бъдат лишени от ядрения чадър на САЩ, могат в кратки срокове (2 – 3 месеца) да произведат атомни бомби, тъй като имат собствена високо развита атомна индустрия за енергийни нужди.
Седемте атомни сили, провели официални пълноценни атомни тестове (САЩ, Русия, Великобритания, Франция, Китай, Индия и Пакистан) са успели при първия си опит.
Северна Корея вероятно е осмата такава сила. Тя провежда атомен опит на 9 октомври 2006 г.

## Екологични проблеми
Проведените опитни атомни взривове независимо от експерименталния си характер са нанесли тежки поражения на околната среда. Острови в Тихи океан са необитаеми от опитните френски атомни взривове. Особено тежки са пораженията върху екологията в североизточен Казахстан. В близост до град Семей (Семипалатинск), на ядрения полигон на СССР са взривени 456 атомни заряда, от които 120 са направени на повърхността на земята. Според проучвания през 1996 година на територията на Казахстан има 179 000 000 t радиоактивни отпадъци, които са основен проблем на Казахстан. В резултат на радиацията са загинали много хора, много хора боледуват от болести, причинени от високата радиоактивност. Няма официална статистика за това, както не са известни и предприетите мерки за замърсената земя, която вероятно няма да се използва поне от още няколко поколения.